# Naucoria luteolofibrillosa
Naucoria luteolofibrillosa är en svampart som först beskrevs av Robert Kühner, och fick sitt nu gällande namn av Kühner & Romagn. 1953. Enligt Catalogue of Life ingår Naucoria luteolofibrillosa i släktet skrälingar,  och familjen Strophariaceae, men enligt Dyntaxa är tillhörigheten istället släktet skrälingar,  och familjen buktryfflar. Arten är reproducerande i Sverige. Inga underarter finns listade i Catalogue of Life.